# Celbridge
Celbridge (irisch Cill Droichid; „Kirche an der Brücke“) ist eine irische Stadt an der Liffey. Politisch gehört sie zum County Kildare in der Provinz Leinster. Die Entfernung zur Hauptstadt Dublin beträgt etwa 22 Kilometer. Bei der Volkszählung 2022 hatte Celbridge 20.601 Einwohner und ist damit die drittgrößte Stadt in Kildare.
Als Teil der Dublin Metropolitan Area und der Greater Dublin Area hat Celbridge in den letzten Jahren stark expandiert.

## Geschichte
Der Name Celbridge ist vom irischen Cill Droichid abgeleitet, was so viel wie „Kirche an der Brücke“ bedeutet. Teilweise findet man auch die Form Kildrought im Englischen.
Die Stadt Kildrought (oder Kildroighid) entwickelte sich um eine im frühen 13. Jahrhundert von Thomas de-Hereford gegründete Fabrik herum.
Die Häuser im Stadtzentrum entstanden über einen Zeitraum von etwa 200 Jahren, beginnend mit der Abtei Celbridge, die 1703 von Bartholomew Van Homrigh erbaut wurde. 1709 kaufte William „Speaker“ Conolly das Anwesen von Thomas Dongan, erbaute seine eigene Villa und überließ die Stadtentwicklung den protestantischen Freiwilligen, die ihm nach Celbridge gefolgt waren. Ihre Löhne waren unter der Bedingung garantiert, dass sie Steinhäuser mit Satteldächern bauten.
Die Entwicklung der Hauptstraße begann 1720, als Robert Baillie das Kildrought House erbauen ließ. Das heutige St.-Raphaels-Krankenhaus wurde 1724 von Arthur Price errichtet, als er Bischof von Meath wurde.
Die frühere Collegiate School in der Clane Road erbaute 1732 der Architekt Thomas Burgh, der ebenso die Royal Barracks und die Bibliothek des Trinity College (beide in Dublin) schuf. Die Collegiate School wurde als Armenschule gegründet und diente bis 1972 als protestantisches Mädcheninternat. Heute befindet sich in dem Gebäude das Setanta-Hotel. Das Gut Mills, erbaut von Laurence Atkinson 1805 und restauriert 1985, beherbergt heute ein Gemeindezentrum.
Weitere Sehenswürdigkeiten sind die katholische Kirche von 1857, das Kloster Holy Faith (1877) und die Christ Church (1884) der Church of Ireland, die noch den Turm einer älteren Kirche von 1813 enthält.
Die erste Pfarrkirche in Celbridge wurde im 14. Jahrhundert gebaut und brannte 1798 nieder. Sie stand am heutigen Friedhof in der Tea Lane.
Das Haus Main Street 22, wurde eine Zeit lang von Richard Guinness und seinen Söhnen Arthur, dem Gründer der Guinness-Brauerei, und Samuel, bewohnt.
Im frühen 20. Jahrhundert war in Celbridge die Callender Paper Company angesiedelt, die aus Torf Papier herstellte.

## Castletown House
Das Castletown House gehört zu Irlands bekanntesten Landhäusern im Stil des Palladianismus. Es handelt sich um ein imposantes Gebäude, das 1722 vom Sprecher des Unterhauses, William Conolly (1662–1729), erbaut wurde. Tom Connolly erbte das Haus 1758 und seine Frau, Louisa Lennox, vervollständigte die Innendekoration während der 1760er und 1770er.
Das Landhaus enthält die Long Gallery, einen 24,4 Meter (80 foot) langen Raum, dekoriert in pompejischem Blau und Gold, sowie die freitragende Haupttreppe aus weißem Portland-Stein.

## Verkehr

### Straße
Das schnelle Wachstum der Stadt brachte Verkehrsprobleme mit sich, zumal es nur eine Brücke über die Liffey gibt. 2003 wurde daher mit der Celbridge Interchange eine Verbindung zur Autobahn M4 und zu dem irischen Intel-Werk geschaffen.
Die Verwaltung der Grafschaft Kildare installierte 2000 einige Ampeln an der Kreuzung von Liffey-Brücke und Main Street, wogegen es erfolgreiche Proteste von Seiten der örtlichen Geschäftsleute gab: Die Ampeln wurden wieder abgeschaltet.

### Bus
Celbridge wird von Dublin Bus mit den Linien 67, 67A und 67X erschlossen. Diese Buslinien verbinden die Stadt mit Dublin sowie den nahe gelegenen Städten Lucan und Maynooth.
Außerdem verbindet auch das irische, überregionale Busunternehmen Bus Éireann Celbridge mit Dublin.

### Bahn
Züge der Iarnród Éireann halten am Bahnhof in Hazelhatch, das etwa drei Kilometer von Celbridge entfernt liegt. Zubringerbusse bringen Reisende zu dem Bahnhof.

## Bildung
Celbridge hat sechs Grundschulen, eine Förderschule (Saint Raphael’s), zwei Sekundarschulen (St. Wolstans Community School für Mädchen (die einzige Schule mit einer rein weiblichen Schulgemeinschaft in Irland) und das Salesian College für Jungen).
Mit der Glebe Primary Montessori School verfügt Celbridge seit 1978 über eine der wenigen Montessori-Schulen Irlands. Weiterhin ist hier die North Kildare Educate Together School (N.K.E.T.S.) zu finden.

## Politik
Celbridge befindet sich im Wahlkreis Kildare North, der vier Abgeordnete in das Dáil Éireann entsendet. Es handelte sich zunächst um einen Drei-Mandate-Wahlkreis, aufgrund der Bevölkerungszunahme wurde jedoch ein viertes Mandat eingeführt.
Obwohl Kommunen mit mehr als 7500 Einwohnern eigentlich einen Stadtrat haben, gibt es in Celbridge kein solches Organ.

## Sport
Celbridge GAA ist der drittälteste Verein im County Kildare und wurde am 15. August 1885 gegründet.
Ballyoulster United und Celbridge Town AFC sind die beiden wichtigsten Fußballclubs in Celbridge.
Die Celbridge Paddlers sind ein Verein, der verschiedene Wassersportarten anbietet.

## Söhne und Töchter der Stadt
- Arthur Guinness (1725–1803), Bierbrauer (Guinness)
- William Francis Patrick Napier (1785–1860), britischer Generalleutnant
- Art O’Connor (1888–1950), Politiker der Sinn Féin
- Christopher Barton (1927–2013), britischer Ruderer
- Aidan Higgins (1927–2015), Schriftsteller
- Eamonn Oliver Walsh (* 1944), römisch-katholischer Weihbischof
- Damien Rice (* 1973), Musiker